# Vereniging Samenwerkings Overleg Faculteitsverenigingen
Vereniging Samenwerkings Overleg Faculteitsverenigingen (meestal kortweg SOFv) is de koepelvereniging van studieverenigingen aan de Radboud Universiteit Nijmegen.

## Bestuur
Het bestuur van het SOFv wordt gevormd door 4 jaarlijks wisselende personen. De functies zijn voorzitter, penningmeester, secretaris en politiek commissaris. Deze laatste vertegenwoordigt de studieverenigingen in de Universitaire Studenten Raad (USR) van de Radboud Universiteit Nijmegen.

## Doelen
Het SOFv heeft de volgende statutair vastgelegde doelen:
- Het behartigen van de gezamenlijke belangen van lidverenigingen.
- Coördinatie van activiteiten van lidverenigingen.
- De uitwisseling van kennis.
- De bevordering van de integratie van studenten van diverse studierichtingen.

Deze doelen worden traditioneel gezien verwezenlijkt door het organiseren van algemene ledenvergaderingen waarbij de relevante universiteitsbrede zaken besproken worden. Hier is veelal een informele voortzetting aan verbonden. Sinds het academisch jaar 2010-2011 zijn er ook enkele denktanks opgezet om in te springen op actuele zaken. Voorbeelden van deze zaken zijn o.a. het efficiënter maken van bestuurswerk en de boekenverkoop, evenals het inspelen op wijzigingen in het beleid van de regering op het gebied van hoger (m.n. universitair) onderwijs.